# Montgròs (Sant Feliu de Buixalleu)
El Montgròs és una muntanya de 591 metres que es troba al municipi de Sant Feliu de Buixalleu, a la comarca de la Selva.